# Mose
Pour les articles homonymes, voir Mose (homonymie).
Mose,  nom de plume de Moïse Depond, né à Saint-Jean-de-Boiseau le 9 octobre 1917 et mort le 21 janvier 2003 à Lésigny (Vienne),, est un dessinateur humoriste français.

## Biographie
Mose fait des études à l'École supérieure des beaux-arts de Tours, puis devient instituteur. Il commence une carrière dans le dessin de presse en 1946 et collabore à plusieurs publications, dont Radar, Samedi Soir, France Dimanche et Paris Match. 
Ami intime de Chaval, il participe à des illustrations de livres. Plusieurs de ses dessins figurent dans Tout doit disparaître, un ouvrage d'André Vonner et Jean-Pierre Thiollet paru en 1986 aux éditions Seld/Jean-Cyrille Godefroy. Il a également illustré les Contes choisis de Mark Twain parus au Mercure de France en 1962 (maquette de Massin) et le récit Le fils du maître d'école de Georges Audebert paru aux éditions Hérault en 1988.
En 1997, un documentaire lui est consacré : Mose, parlez-moi d'humour, réalisé par Ariane Le Couteur. Le film permet de découvrir Mose dans sa maison-atelier située route de Coussay les Bois à Lésigny sur Creuse (dans la Vienne).
Son inspiration, parfois proche du surréalisme, va du burlesque à la joie inquiète. Avec le temps, il s'est peu à peu orienté vers la peinture. Il meurt le 1er janvier 2003.
Mose a reçu le grand prix de l'Humour noir en 1972.
Il a également publié plusieurs dessins dans la revue Neuf, dirigée par l'éditeur Delpire, lorsqu'il était encore étudiant en médecine au début des années 1950.

## Postérité
- À La Roche-Posay, dans la Vienne, une salle d'exposition au sein de la mairie est baptisée Espace Mose[4] et lui rend ainsi hommage.
- La ville de Châtellerault a donné son nom à une rue.
- La commune de Lesigny a donné son nom à une rue, route de châtellerault ainsi qu'à la bibliothèque municipale.